# Donald Djoussé
Donald Dering Djoussé (Douala, 18 marzo 1990) è un calciatore camerunese, attaccante del Vila Meã.

## Carriera

### Club
Il 2 luglio 2018 viene acquistato a titolo definitivo dalla squadra portoghese dell'Académica.

### Nazionale
Nel 2009 ha partecipato ai Mondiali Under-20.